# Lale-Andersen-Preis
Der Lale-Andersen-Preis war ein Kulturpreis und wurde von der Stadt Bremerhaven vergeben.

## Geschichte
Der Lale-Andersen-Preis wurde 1999 auf Initiative der Leiterin des Kulturamtes Bremerhaven, Gisela Lehrke, zu Ehren der Sängerin Lale Andersen ins Leben gerufen. Verliehen wurde er alle zwei Jahre an Künstler und Künstlerinnen des Genres Gehobene Unterhaltungsmusik. Der Preis wurde von einer fünfköpfigen Jury vergeben und war mit 5000 Euro dotiert, die die Sparkasse Bremerhaven gestiftet hat. Die Künstlerinnen und Künstler traten anlässlich der Preisverleihung im Theater im Fischereihafen auf.

## Jury
Jurymitglieder waren neben dem Vorsitzenden Michael Frost, Schul- und Kulturdezernent der Seestadt Bremerhaven, Hermann Rauhe, Ehrenpräsident der  Hochschule für Musik und Theater Hamburg, Jörg Göddert, künstlerischer Leiter des Theaters im Fischereihafen Bremerhaven, Dorothee Starke, Direktorin des Theaters Hameln, und Wolfgang Rumpf, Musikchef bei Radio Bremen.
Im Frühjahr 2012 haben die Jurymitglieder eine neue Konzeption des Preises beschlossen: Mit dem Lale-Andersen-Preis sollen zukünftig legendäre Sängerinnen und Sänger ausgezeichnet werden. Das von der Sparkasse Bremerhaven gestiftete Preisgeld gaben diese an einen Künstler oder eine Künstlerin ihrer Wahl weiter. Diese Person erhält damit den Lale-Andersen-Förderpreis. Da die Sparkasse Bremerhaven allerdings 2014 die Förderung eingestellt hat, konnte auch die Verleihung des Preises nicht länger stattfinden. 

## Preisträgerinnen und Preisträger
Die Preisträgerinnen und Preisträger sind: 
- 2000 Katja Ebstein
- 2002 Pe Werner
- 2004 Tim Fischer
- 2006 Sandra Kreisler
- 2008 Kitty Hoff
- 2010 Sabrina Ascacibar[1]
- 2012 Gitte Haenning, Förderpreisträgerin: Katharine Mehrling